# 氯甲醚
氯甲醚，结构式ClCH2OCH3。

## 性质
无色、有刺激性臭味、易挥发、催泪性透明液体。遇水分解，溶于乙醇、丙酮、氯仿、苯、乙苯。剧毒，致癌。市售氯甲醚中常含2～8％副产物双(氯甲基)醚，后者致癌性更强。

## 制备
由向甲醇与甲醛混合液中通入氯化氢气体反应而得。
{\displaystyle \ CH_{3}OH+HCHO+HCl\ {\xrightarrow {45^{o}C}}\ CH_{3}OCH_{2}Cl+H_{2}O}

## 用途
氯甲醚为有机合成中的烷化试剂，用于生产阴离子交换树脂和合成中向底物引入甲氧基甲基（MOM）保护基。也用作溶剂。